# Arthur Aron
Arthur Aron (2 de juliol de 1945) és un professor de psicologia a l'Stony Brook University. És conegut sobretot pel seu treball sobre la intimitat en les relacions interpersonals i el desenvolupament del model d'autoexpansió de la motivació en les relacions properes. Aron està casat amb la psicòloga Elaine Aron.

## Biografia
Aron es va llicenciar en Psicologia i Filosofia el 1967 i va cursar un màster en Psicologia Social el 1968 a la Universitat de Califòrnia a Berkeley. Es va doctorar en aquesta darrera especialitat a la Universitat de Toronto el 1970.
El treball d'Aron s'ha centrat en el paper, la creació i el manteniment de l'amistat i la intimitat en les relacions interpersonals, i va desenvolupar el model d'autoexpansió de les relacions properes. Postula que una de les motivacions que tenen els humans per formar relacions estretes és l'autoexpansió, és a dir, «l'expansió del jo», o el creixement i desenvolupament personal.